# 第95回全国高等学校野球選手権大会
第95回全国高等学校野球選手権記念大会（だい95かいぜんこくこうとうがっこうやきゅうせんしゅけんきねんたいかい）は、2013年8月8日から8月22日までの14日間（休養日は除く）にわたって阪神甲子園球場で行われた全国高等学校野球選手権大会である。
キャッチフレーズは「野球が僕らを一つにする」。

## 概要
総入場者数は85万人を超え、前年よりも大幅アップし、出場校数が増える記念大会の10区切りの年を除いて、過去20年で最高を記録した。
延岡学園が宮崎県勢として春夏通じて初めて決勝に進出した。これにより、今大会終了時点で春夏通じて決勝戦進出がないのは山形・富山・山梨・島根の4県となった。

## 日程
- 2012年11月7日 - 運営委員会を開催。大会日程を決定[1]。
- 2013年
  - 4月25日 - 第1回運営委員会を開催。組み合わせ抽選方法が全試合抽選に変更されること、準々決勝を1日4試合で行い、準々決勝と準決勝の間に休養日を設けることなどが決定した。これは大会終盤の連戦による健康負担を軽減させるためとしている。ただし雨天などの中止により大会が3日以上延期が生じた場合は休養日を設けない[2]。
  - 6月22日 - 北北海道大会、沖縄大会が開幕。
  - 7月19日 - 北北海道大会で帯広大谷が優勝し49代表中、最初に出場校が決定。
  - 7月31日 - 仙台育英（宮城）と愛工大名電（愛知）が出場を決め全49代表決定。
  - 8月5日 - 組み合わせ抽選会を大阪フェスティバルホールで開催。
  - 8月8日 - 開幕。
  - 8月15日 - 第2試合開始前に育成功労賞と福嶋一雄の野球殿堂表彰式。
  - 8月20日 - 休養日。
  - 8月22日 - 決勝戦・閉会式。前橋育英（群馬）が4-3で延岡学園（宮崎）を下し、1991年（第73回）の大阪桐蔭以来22年ぶりとなる初出場・初優勝を達成した。一方の延岡学園は宮崎県勢として初の決勝進出を果たした。

### 試合開始時間
2011年の東日本大震災に伴う節電・省エネに協力するため、同年（第93回）、並びに2012年（第94回）では初日以外の1日3試合以上開催する日は原則8時から第1試合を行うとしていたが、大飯原発などの再稼働で電力事情が改善したことを受け、今大会では4試合開催日（第2-4日、第6-8日、第9-11日＜第11日目が準々決勝当該日＞）については引き続き8時開始とし、3試合日は9:30（初日のみ10:20）、準決勝日は11:00、決勝戦は12:00の開始にそれぞれ設定を変更した。

### 組み合わせ抽選について
1. 初戦の組み合わせ抽選会の時点では2012年（第94回）までは3回戦までの対戦相手を確定させていたが、今回は1994年（第76回）以前と同じく初戦（1回戦全試合・2回戦の一部）のみを確定させる。
2. 本選に入ってからは、それぞれの学校は勝ち上がる都度、試合終了後ただちに組み合わせ抽選を行って次回の対戦カードを決める（1994年以前はそれぞれの勝ち上がりステップの最終日にまとめて決定していた）。
3. ただし、極端な日程の不公平感（連戦や間隔の開き過ぎ）は避けるように日程を配慮する[4]。
（例）
  1. 初日の勝ち上がり校については、2回戦は7日目・第3試合か第4試合（第3試合についてはあらかじめ片一方の対戦相手は決まっている）に当たるように抽選を行う。以下同じく2-3日目の勝ち上がり校は8日目、4-5日目（5日目は第2試合まで）の勝ち上がり校は9日目の試合が当たるようにする。
  2. 2回戦・9日目の勝ち上がり校については、3回戦は11日目の試合に当たるようにする。
  3. 3回戦勝ち上がり校については、10日目の勝ち上がり校は準々決勝（12日目）の第1・2試合、11日目のそれは同じく第3・4試合に当たるようにする。

## 代表校
| 地方大会 | 代表校       | 出場回数      |
| -------- | ------------ | ------------- |
| 北北海道 | 帯広大谷     | 初出場        |
| 南北海道 | 北照         | 3年ぶり3回目  |
| 青森     | 弘前学院聖愛 | 初出場        |
| 岩手     | 花巻東       | 2年ぶり7回目  |
| 秋田     | 秋田商       | 2年連続17回目 |
| 山形     | 日大山形     | 6年ぶり16回目 |
| 宮城     | 仙台育英     | 2年連続24回目 |
| 福島     | 聖光学院     | 7年連続10回目 |
| 茨城     | 常総学院     | 2年連続15回目 |
| 栃木     | 作新学院     | 3年連続9回目  |
| 群馬     | 前橋育英     | 初出場        |
| 埼玉     | 浦和学院     | 2年連続12回目 |
| 山梨     | 日川         | 3年ぶり4回目  |
| 千葉     | 木更津総合   | 2年連続4回目  |
| 東東京   | 修徳         | 9年ぶり5回目  |
| 西東京   | 日大三       | 3年連続16回目 |
| 神奈川   | 横浜         | 2年ぶり15回目 |
| 長野     | 上田西       | 初出場        |
| 新潟     | 日本文理     | 2年ぶり7回目  |
| 富山     | 富山第一     | 初出場        |
| 石川     | 星稜         | 6年ぶり16回目 |
| 福井     | 福井商       | 2年ぶり22回目 |
| 静岡     | 常葉菊川     | 5年ぶり4回目  |
| 愛知     | 愛工大名電   | 2年連続11回目 |
| 岐阜     | 大垣日大     | 6年ぶり2回目  |

| 地方大会 | 代表校     | 出場回数       |
| -------- | ---------- | -------------- |
| 三重     | 三重       | 4年ぶり11回目  |
| 滋賀     | 彦根東     | 初出場         |
| 京都     | 福知山成美 | 5年ぶり4回目   |
| 奈良     | 桜井       | 初出場         |
| 和歌山   | 箕島       | 29年ぶり8回目  |
| 大阪     | 大阪桐蔭   | 2年連続7回目   |
| 兵庫     | 西脇工     | 初出場         |
| 岡山     | 玉野光南   | 11年ぶり3回目  |
| 鳥取     | 鳥取城北   | 2年連続3回目   |
| 広島     | 瀬戸内     | 13年ぶり2回目  |
| 島根     | 石見智翠館 | 8年ぶり8回目   |
| 山口     | 岩国商     | 27年ぶり4回目  |
| 香川     | 丸亀       | 13年ぶり4回目  |
| 愛媛     | 済美       | 5年ぶり4回目   |
| 徳島     | 鳴門       | 2年連続8回目   |
| 高知     | 明徳義塾   | 4年連続15回目  |
| 福岡     | 自由ケ丘   | 初出場         |
| 佐賀     | 有田工     | 初出場         |
| 長崎     | 佐世保実   | 2年連続5回目   |
| 熊本     | 熊本工     | 4年ぶり20回目  |
| 大分     | 大分商     | 16年ぶり15回目 |
| 宮崎     | 延岡学園   | 3年ぶり7回目   |
| 鹿児島   | 樟南       | 4年ぶり18回目  |
| 沖縄     | 沖縄尚学   | 8年ぶり6回目   |

## 試合結果

### 1回戦
| 試合日            | 試合順  | 勝利         | スコア   | 敗戦       | 試合時間  | 勝利校の次戦                   |
| ----------------- | ------- | ------------ | -------- | ---------- | --------- | ------------------------------ |
| 8月8日 （第1日）  | 第1試合 | 有田工       | 5 - 4    | 大垣日大   | 1時間55分 | 有田工は第7日・第3試合へ       |
| 8月8日 （第1日）  | 第2試合 | 大阪桐蔭     | 10 - 2   | 日本文理   | 2時間8分  | 大阪桐蔭は第7日・第4試合へ     |
| 8月8日 （第1日）  | 第3試合 | 日川         | 4 - 2    | 箕島       | 1時間59分 | 日川は第7日・第4試合へ         |
| 8月9日 （第2日）  | 第1試合 | 聖光学院     | 4 - 3    | 愛工大名電 | 2時間7分  | 聖光学院は第8日・第1試合へ     |
| 8月9日 （第2日）  | 第2試合 | 熊本工       | 3 - 2    | 鳥取城北   | 2時間3分  | 熊本工は第8日・第2試合へ       |
| 8月9日 （第2日）  | 第3試合 | 修徳         | 8 - 2    | 大分商     | 1時間49分 | 修徳は第8日・第4試合へ         |
| 8月9日 （第2日）  | 第4試合 | 常総学院     | 6 - 0    | 北照       | 1時間31分 | 常総学院は第8日・第3試合へ     |
| 8月10日 （第3日） | 第1試合 | 鳴門         | 12 - 5   | 星稜       | 2時間22分 | 鳴門は第8日・第4試合へ         |
| 8月10日 （第3日） | 第2試合 | 作新学院     | 17 - 5   | 桜井       | 2時間22分 | 作新学院は第8日・第2試合へ     |
| 8月10日 （第3日） | 第3試合 | 福井商       | 4 - 3    | 帯広大谷   | 2時間16分 | 福井商は第8日・第1試合へ       |
| 8月10日 （第3日） | 第4試合 | 仙台育英     | 11x - 10 | 浦和学院   | 2時間59分 | 仙台育英は第8日・第3試合へ     |
| 8月11日 （第4日） | 第1試合 | 木更津総合   | 7 - 5    | 上田西     | 2時間7分  | 木更津総合は第9日・第2試合へ   |
| 8月11日 （第4日） | 第2試合 | 沖縄尚学     | 8 - 7    | 福知山成美 | 2時間30分 | 沖縄尚学は第9日・第1試合へ     |
| 8月11日 （第4日） | 第3試合 | 弘前学院聖愛 | 6 - 0    | 玉野光南   | 1時間47分 | 弘前学院聖愛は第9日・第1試合へ |
| 8月11日 （第4日） | 第4試合 | 西脇工       | 4 - 1    | 石見智翠館 | 1時間46分 | 西脇工は第9日・第2試合へ       |
| 8月12日 （第5日） | 第1試合 | 前橋育英     | 1 - 0    | 岩国商     | 1時間31分 | 前橋育英は第9日・第3試合へ     |
| 8月12日 （第5日） | 第2試合 | 樟南         | 1 - 0    | 佐世保実   | 1時間45分 | 樟南は第9日・第3試合へ         |

### 2回戦
| 試合日            | 試合順  | 勝利         | スコア | 敗戦     | 備考     | 試合時間  | 勝利校の次戦                    |
| ----------------- | ------- | ------------ | ------ | -------- | -------- | --------- | ------------------------------- |
| 8月12日           | 第3試合 | 延岡学園     | 4 - 2  | 自由ケ丘 |          | 1時間55分 | 延岡学園は第11日・第2試合へ     |
| 8月13日 （第6日） | 第1試合 | 横浜         | 7 - 1  | 丸亀     |          | 2時間11分 | 横浜は第11日・第3試合へ         |
| 8月13日 （第6日） | 第2試合 | 日大山形     | 7 - 1  | 日大三   |          | 2時間8分  | 日大山形は第10日・第4試合へ     |
| 8月13日 （第6日） | 第3試合 | 花巻東       | 9 - 5  | 彦根東   |          | 2時間1分  | 花巻東は第10日・第1試合へ       |
| 8月13日 （第6日） | 第4試合 | 明徳義塾     | 2 - 1  | 瀬戸内   |          | 1時間49分 | 明徳義塾は第10日・第2試合へ     |
| 8月14日 （第7日） | 第1試合 | 富山第一     | 5 - 0  | 秋田商   |          | 2時間7分  | 富山第一は第11日・第4試合へ     |
| 8月14日 （第7日） | 第2試合 | 済美         | 9 - 7  | 三重     |          | 2時間30分 | 済美は第10日・第1試合へ         |
| 8月14日 （第7日） | 第3試合 | 常葉菊川     | 5 - 3  | 有田工   |          | 1時間47分 | 常葉菊川は第10日・第3試合へ     |
| 8月14日 （第7日） | 第4試合 | 大阪桐蔭     | 4x - 3 | 日川     | 延長10回 | 2時間16分 | 大阪桐蔭は第10日・第2試合へ     |
| 8月15日 （第8日） | 第1試合 | 福井商       | 2 - 1  | 聖光学院 |          | 1時間54分 | 福井商は第11日・第1試合へ       |
| 8月15日 （第8日） | 第2試合 | 作新学院     | 4 - 0  | 熊本工   |          | 1時間59分 | 作新学院は第10日・第4試合へ     |
| 8月15日 （第8日） | 第3試合 | 常総学院     | 4 - 1  | 仙台育英 |          | 1時間59分 | 常総学院は第11日・第1試合へ     |
| 8月15日 （第8日） | 第4試合 | 鳴門         | 6x - 5 | 修徳     | 延長10回 | 2時間21分 | 鳴門は第10日・第3試合へ         |
| 8月16日 （第9日） | 第1試合 | 弘前学院聖愛 | 4 - 3  | 沖縄尚学 |          | 1時間49分 | 弘前学院聖愛は第11日・第2試合へ |
| 8月16日 （第9日） | 第2試合 | 木更津総合   | 3 - 1  | 西脇工   |          | 1時間53分 | 木更津総合は第11日・第4試合へ   |
| 8月16日 （第9日） | 第3試合 | 前橋育英     | 1 - 0  | 樟南     |          | 1時間46分 | 前橋育英は第11日・第3試合へ     |

### 3回戦
| 試合日             | 試合順  | 勝利     | スコア | 敗戦         | 備考     | 試合時間  | 勝利校の次戦                  |
| ------------------ | ------- | -------- | ------ | ------------ | -------- | --------- | ----------------------------- |
| 8月17日 （第10日） | 第1試合 | 花巻東   | 7 - 6  | 済美         | 延長10回 | 2時間37分 | 花巻東は準々決勝・1試合目へ   |
| 8月17日 （第10日） | 第2試合 | 明徳義塾 | 5 - 1  | 大阪桐蔭     |          | 1時間38分 | 明徳義塾は準々決勝・2試合目へ |
| 8月17日 （第10日） | 第3試合 | 鳴門     | 17 - 1 | 常葉菊川     |          | 2時間18分 | 鳴門は準々決勝・1試合目へ     |
| 8月17日 （第10日） | 第4試合 | 日大山形 | 5 - 2  | 作新学院     |          | 1時間52分 | 日大山形は準々決勝・2試合目へ |
| 8月18日 （第11日） | 第1試合 | 常総学院 | 9 - 1  | 福井商       |          | 2時間12分 | 常総学院は準々決勝・3試合目へ |
| 8月18日 （第11日） | 第2試合 | 延岡学園 | 10 - 0 | 弘前学院聖愛 |          | 1時間59分 | 延岡学園は準々決勝・4試合目へ |
| 8月18日 （第11日） | 第3試合 | 前橋育英 | 7 - 1  | 横浜         |          | 1時間56分 | 前橋育英は準々決勝・3試合目へ |
| 8月18日 （第11日） | 第4試合 | 富山第一 | 8 - 0  | 木更津総合   |          | 2時間39分 | 富山第一は準々決勝・4試合目へ |

### 準々決勝
| 試合日             | 試合順  | 勝利     | スコア | 敗戦     | 備考     | 試合時間  | 勝利校の次戦                |
| ------------------ | ------- | -------- | ------ | -------- | -------- | --------- | --------------------------- |
| 8月19日 （第12日） | 第1試合 | 花巻東   | 5 - 4  | 鳴門     |          | 2時間29分 | 花巻東は準決勝・2試合目へ   |
| 8月19日 （第12日） | 第2試合 | 日大山形 | 4 - 3  | 明徳義塾 |          | 2時間3分  | 日大山形は準決勝・1試合目へ |
| 8月19日 （第12日） | 第3試合 | 前橋育英 | 3x - 2 | 常総学院 | 延長10回 | 2時間21分 | 前橋育英は準決勝・1試合目へ |
| 8月19日 （第12日） | 第4試合 | 延岡学園 | 5x - 4 | 富山第一 | 延長11回 | 2時間29分 | 延岡学園は準決勝・2試合目へ |

### 準決勝
| 試合日             | 試合順  | 勝利     | スコア | 敗戦     | 試合時間  |
| ------------------ | ------- | -------- | ------ | -------- | --------- |
| 8月21日 （第13日） | 第1試合 | 前橋育英 | 4 - 1  | 日大山形 | 1時間48分 |
| 8月21日 （第13日） | 第2試合 | 延岡学園 | 2 - 0  | 花巻東   | 1時間38分 |

### 決勝
|          | 1 | 2 | 3 | 4 | 5 | 6 | 7 | 8 | 9 | R | H  | E |
| -------- | - | - | - | - | - | - | - | - | - | - | -- | - |
| 前橋育英 | 0 | 0 | 0 | 0 | 3 | 0 | 1 | 0 | 0 | 4 | 10 | 1 |
| 延岡学園 | 0 | 0 | 0 | 3 | 0 | 0 | 0 | 0 | 0 | 3 | 6  | 4 |

1. （前）：髙橋光 - 小川
2. （延）：横瀬、井手、奈須 - 柳瀬
3. 本塁打
（前）：田村
4. 審判
［球審］窪田
［塁審］長谷川・野口・田中
5. 試合時間：2時間14分

| 前橋育英 | 前橋育英 | 前橋育英        |
| 打順     | 守備     | 選手            |
| -------- | -------- | --------------- |
| 1        | [中]     | 工藤陽平（2年） |
| 2        | [二]     | 高橋知也（3年） |
| 3        | [遊]     | 土谷恵介（3年） |
| 4        | [三]     | 荒井海斗（3年） |
| 5        | [捕]     | 小川駿輝（3年） |
| 6        | [右]     | 板垣文哉（3年） |
| 7        | [投]     | 髙橋光成（2年） |
| 8        | [左]     | 田村駿人（3年） |
| 9        | [一]     | 楠裕貴（3年）   |

| 延岡学園 | 延岡学園 | 延岡学園          |
| 打順     | 守備     | 選手              |
| -------- | -------- | ----------------- |
| 1        | [二]     | 梶原翔斗（3年）   |
|          | 三       | 渡会晃大（2年）   |
| 2        | [遊]     | 松元聖也（3年）   |
| 3        | [中]     | 坂元亮伍（3年）   |
| 4        | [右]     | 岩重章仁（3年）   |
| 5        | [左]     | 濱田晋太朗（3年） |
| 6        | [一]     | 田中祐樹（3年）   |
| 7        | [三]二   | 薄田凌（2年）     |
|          | 打       | 野崎浩二（1年）   |
| 8        | [捕]     | 柳瀬直也（3年）   |
| 9        | [投]     | 横瀬貴広（3年）   |
|          | 投       | 井手一郎（2年）   |
|          | 投       | 奈須怜斗（3年）   |

## 大会本塁打
1回戦
- 第1号：森友哉（大阪桐蔭）
- 第2号：近田拓矢（大阪桐蔭）
- 第3号：森友哉（大阪桐蔭）
- 第4号：渡辺大雅（日本文理）
- 第5号：山田基樹（日川）
- 第6号：山形勝一（日川）
- 第7号：広瀬克弥（日川）
- 第8号：石浜亮太（愛工大名電）
- 第9号：酒谷遼（聖光学院）
- 第10号：工藤誠也（熊本工）
- 第11号：森田寛之輔（修徳）
- 第12号：内田靖人（常総学院）
- 第13号：松本高徳（鳴門）[注釈 3]
- 第14号：北村拓己（星稜）
- 第15号：木下恭仁（桜井）
- 第16号：亀井紳之介（帯広大谷）
- 第17号：諸見里匠（沖縄尚学）
- 第18号：坂本義仁（福知山成美）
- 第19号：一戸将（弘前学院聖愛）

2回戦
- 第20号：髙濱祐仁（横浜）
- 第21号：奥村展征（日大山形）
- 第22号：稲見優樹（日大三）
- 第23号：宋皞均（明徳義塾）
- 第24号：桒原樹（常葉菊川）
- 第25号：山下勇斗（作新学院）
- 第26号：菊名裕貴（仙台育英）
- 第27号：伊勢隼人（鳴門）
- 第28号：平良勇貴（沖縄尚学）

3回戦
- 第29号：安樂智大（済美）
- 第30号：峯本匠（大阪桐蔭）
- 第31号：小林勇介（作新学院）
- 第32号：眼龍達也（常総学院）
- 第33号：内田靖人（常総学院）
- 第34号：工藤陽平（前橋育英）
- 第35号：田村駿人（前橋育英）

準々決勝
- 第36号：岸里亮佑（花巻東）

決勝
- 第37号：田村駿人（前橋育英）

## その他の主な出場選手
- 吉田雄人（北照）
- 村上海斗（北照）
- 齋藤綱記（北照）
- 成田翔（秋田商）
- 中野拓夢（日大山形）
- 熊谷敬宥（仙台育英）
- 上林誠知（仙台育英）
- 馬場皐輔（仙台育英）
- 園部聡（聖光学院）
- 小島和哉（浦和学院）
- 伊藤将司（横浜）
- 渡邊佳明（横浜）
- 淺間大基（横浜）
- 飯塚悟史（日本文理）
- 幸山一大（富山第一）
- 岩下大輝（星稜）
- 長谷川凌汰（福井商）
- 中村辰哉（福井商）

- 東克樹（愛工大名電）
- 滝野要（大垣日大）
- 橋本侑樹（大垣日大）
- 鈴田修也（彦根東）
- 日下部光（福知山成美）
- 香月一也（大阪桐蔭）
- 福田光輝（大阪桐蔭）
- 山岡泰輔（瀬戸内）
- 板東湧梧（鳴門）
- 岸潤一郎（明徳義塾）
- 久保拓眞（自由ケ丘）
- 古川侑利（有田工）
- 笠谷俊介（大分商）
- 森下暢仁（大分商）
- 川瀬晃（大分商）
- 瀬戸口樹（樟南）
- 與座海人（沖縄尚学）

## 各地方大会の日程
- 参加チーム数は、日本高野連の発表に基づき、複数のチームで構成される連合チームを1チームとしてカウント。
- 連…連合チームが参加（○…あり、×…なし）

| 地方大会 | 日程              | チーム数 | 使用球場数（決勝戦の会場）                  | 準優勝校     | 連 |
| -------- | ----------------- | -------- | ------------------------------------------- | ------------ | -- |
| 北北海道 | 6月23日 - 7月19日 | 97       | 6（旭川スタルヒン球場）                     | 旭川南       | ○  |
| 南北海道 | 6月22日 - 7月21日 | 115      | 6（札幌市円山球場）                         | 駒大苫小牧   | ○  |
| 青森     | 7月10日 - 7月23日 | 65       | 4（青森市営野球場）                         | 弘前         | ○  |
| 岩手     | 7月10日 - 7月26日 | 68       | 3（岩手県営野球場）                         | 盛岡大付     | ○  |
| 秋田     | 7月11日 - 7月23日 | 47       | 4（こまちスタジアム）                       | 角館         | ○  |
| 山形     | 7月12日 - 7月26日 | 49       | 5（荘内銀行・日新製薬スタジアムやまがた）   | 米沢中央     | ×  |
| 宮城     | 7月11日 - 7月28日 | 72       | 4（クリネックススタジアム宮城）             | 柴田         | ○  |
| 福島     | 7月11日 - 7月28日 | 78       | 6（いわきグリーンスタジアム）               | 日大東北     | ○  |
| 茨城     | 7月6日 - 7月25日  | 100      | 5（水戸市民球場）                           | 霞ヶ浦       | ○  |
| 栃木     | 7月13日 - 7月28日 | 64       | 3（宇都宮清原球場）                         | 青藍泰斗     | ○  |
| 群馬     | 7月6日 - 7月28日  | 65       | 3（上毛新聞敷島球場）                       | 東農大二     | ○  |
| 埼玉     | 7月10日 - 7月28日 | 158      | 10（埼玉県営大宮公園野球場）                | 川越東       | ○  |
| 山梨     | 7月13日 - 7月27日 | 36       | 2（山日YBS球場）                            | 日本航空     | ×  |
| 千葉     | 7月12日 - 7月27日 | 170      | 11（QVCマリンフィールド）                   | 習志野       | ○  |
| 東東京   | 7月6日 - 7月27日  | 137      | 6（明治神宮野球場）                         | 二松学舎大付 | ○  |
| 西東京   | 7月7日 - 7月28日  | 128      | 8（明治神宮野球場）                         | 日野         | ○  |
| 神奈川   | 7月7日 - 7月30日  | 188      | 11（横浜スタジアム）                        | 平塚学園     | ○  |
| 長野     | 7月13日 - 7月28日 | 84       | 5（松本市野球場）                           | 佐久長聖     | ○  |
| 新潟     | 7月10日 - 7月25日 | 86       | 7（HARD OFF ECOスタジアム新潟）             | 村上桜ヶ丘   | ×  |
| 富山     | 7月14日 - 7月28日 | 47       | 6（富山市民球場アルペンスタジアム）         | 桜井         | ○  |
| 石川     | 7月13日 - 7月28日 | 50       | 3（石川県立野球場）                         | 遊学館       | ○  |
| 福井     | 7月13日 - 7月26日 | 30       | 3（福井県営球場）                           | 春江工       | ×  |
| 静岡     | 7月13日- 7月29日  | 112      | 10（静岡県草薙総合運動場硬式野球場）        | 菊川南陵     | ×  |
| 愛知     | 7月6日 - 7月31日  | 190      | 10（岡崎市民球場）                          | 愛知黎明     | ○  |
| 岐阜     | 7月6日 - 7月26日  | 68       | 7（長良川球場）                             | 市岐阜商     | ×  |
| 三重     | 7月12日 - 7月30日 | 63       | 4（四日市市営霞ヶ浦第一野球場）             | 菰野         | ○  |
| 滋賀     | 7月13日 - 7月29日 | 52       | 2（皇子山球場）                             | 近江兄弟社   | ○  |
| 京都     | 7月13日 - 7月27日 | 78       | 3（わかさスタジアム京都）                   | 鳥羽         | ×  |
| 奈良     | 7月13日 - 7月28日 | 42       | 1（佐藤薬品スタジアム）                     | 奈良大付     | ×  |
| 和歌山   | 7月12日 - 7月27日 | 39       | 1（和歌山県営紀三井寺野球場）               | 南部         | ×  |
| 大阪     | 7月6日 - 7月28日  | 177      | 7（舞洲ベースボールスタジアム）             | 履正社       | ○  |
| 兵庫     | 7月6日 - 7月28日  | 162      | 9（明石トーカロ球場）                       | 東洋大姫路   | ○  |
| 岡山     | 7月13日 - 7月26日 | 59       | 3（倉敷マスカットスタジアム）               | 関西         | ×  |
| 鳥取     | 7月13日 - 7月27日 | 25       | 1（どらやきドラマチックパーク米子市民球場） | 八頭         | ×  |
| 広島     | 7月12日 - 7月30日 | 92       | 8（しまなみ球場）                           | 広島新庄     | ○  |
| 島根     | 7月14日 - 7月26日 | 39       | 2（松江市営野球場）                         | 立正大淞南   | ×  |
| 山口     | 7月13日 - 7月29日 | 59       | 4（西京スタジアム）                         | 高川学園     | ○  |
| 香川     | 7月11日 - 7月26日 | 40       | 2（レクザムスタジアム）                     | 尽誠学園     | ×  |
| 愛媛     | 7月13日 - 7月27日 | 60       | 4（坊っちゃんスタジアム）                   | 今治西       | ×  |
| 徳島     | 7月13日 - 7月27日 | 31       | 1（オロナミンC球場）                        | 川島         | ×  |
| 高知     | 7月13日 - 7月27日 | 32       | 2（高知県立春野運動公園野球場）             | 高知         | ○  |
| 福岡     | 7月9日 - 7月30日  | 134      | 10（久留米市野球場）                        | 南筑         | ○  |
| 佐賀     | 7月6日 - 7月21日  | 41       | 2（みどりの森県営球場）                     | 早稲田佐賀   | ×  |
| 長崎     | 7月6日 - 7月21日  | 57       | 2（長崎ビッグNスタジアム）                  | 長崎日大     | ×  |
| 熊本     | 7月6日 - 7月24日  | 63       | 3（藤崎台県営野球場）                       | 文徳         | ○  |
| 大分     | 7月6日 - 7月23日  | 45       | 1（別大興産スタジアム）                     | 大分上野丘   | ○  |
| 宮崎     | 7月6日 - 7月20日  | 48       | 2（KIRISHIMAサンマリンスタジアム宮崎）      | 聖心ウルスラ | ○  |
| 鹿児島   | 7月6日 - 7月23日  | 73       | 2（鹿児島県立鴨池野球場）                   | 鹿児島実     | ○  |
| 沖縄     | 6月22日 - 7月21日 | 63       | 4（沖縄セルラースタジアム那覇）             | 美里工       | ×  |

1. ↑  
| 支部         | 空知 | 空知 | 旭川 | 旭川 | 旭川 | 旭川 | 名寄 | 名寄 | 北見 | 北見 | 北見 | 十勝 | 十勝 | 十勝 | 釧根 | 釧根 | 釧根 |
| ブロック     | A    | B    | A    | B    | C    | D    | A    | B    | A    | B    | C    | A    | B    | C    | A    | B    | C    |
| 参加チーム数 | 7    | 7    | 5    | 6    | 5    | 6    | 4    | 4    | 5    | 4    | 5    | 7    | 7    | 7    | 6    | 6    | 6    |
| 使用球場数   | 1    | 1    | 1    | 1    | 1    | 1    | 1    | 1    | 1    | 1    | 1    | 1    | 1    | 1    | 1    | 1    | 1    |
2. ↑  
| 支部         | 札幌 | 札幌 | 札幌 | 札幌 | 札幌 | 札幌 | 札幌 | 札幌 | 函館 | 函館 | 函館 | 室蘭 | 室蘭 | 室蘭 | 小樽 | 小樽 |
| ブロック     | A    | B    | C    | D    | E    | F    | G    | H    | A    | B    | C    | A    | B    | C    | A    | B    |
| 参加チーム数 | 7    | 7    | 7    | 8    | 7    | 7    | 7    | 8    | 7    | 8    | 8    | 7    | 8    | 8    | 5    | 6    |
| 使用球場数   | 3    | 3    | 3    | 3    | 3    | 3    | 3    | 3    | 1    | 1    | 1    | 1    | 1    | 1    | 1    | 1    |